# Lever Tara
Lever Tara este un sat din comuna Pljevlja, Muntenegru. Conform datelor de la recensământul din 2003, localitatea are 77 de locuitori (la recensământul din 1991 erau 117 locuitori).

## Demografie
În satul Lever Tara locuiesc 55 de persoane adulte, iar vârsta medie a populației este de 36,2 de ani (33,5 la bărbați și 39,5 la femei). În localitate sunt 25 de gospodării, iar numărul mediu de membri în gospodărie este de 3,08.
Populația localității este foarte eterogenă.
|  |

| Demografie | Demografie | Demografie |
| An         | Locuitori  | Locuitori  |
| ---------- | ---------- | ---------- |
|            |            |            |
|            |            |            |
|            |            |            |
|            |            |            |
| 1948       | 354        |            |
| 1953       | 366        |            |
| 1961       | 357        |            |
| 1971       | 279        |            |
| 1981       | 213        |            |
| 1991       | 117        | 117        |
| 2003       | 81         | 77         |

| \| Componența etnică conform recensământului din 2003[2] \| Componența etnică conform recensământului din 2003[2] \| Componența etnică conform recensământului din 2003[2] \| Componența etnică conform recensământului din 2003[2] \| Componența etnică conform recensământului din 2003[2] \| \| ----------------------------------------------------- \| ----------------------------------------------------- \| ----------------------------------------------------- \| ----------------------------------------------------- \| ----------------------------------------------------- \| \| \| \| \| \| \| \| Musulmani \| Musulmani \| \| 49 \| 63,63% \| \| Sârbi \| Sârbi \| \| 12 \| 15,58% \| \| Muntenegreni \| Muntenegreni \| \| 6 \| 7,79% \| \| Bosniaci \| Bosniaci \| \| 3 \| 3,89% \| \| necunoscută \| necunoscută \| \| 7 \| 9,09% \| |              |  |    |        |
| Componența etnică conform recensământului din 2003 |              |  |    |        |
| |              |  |    |        |
| Musulmani | Musulmani    |  | 49 | 63,63% |
| Sârbi | Sârbi        |  | 12 | 15,58% |
| Muntenegreni | Muntenegreni |  | 6  | 7,79%  |
| Bosniaci | Bosniaci     |  | 3  | 3,89%  |
| necunoscută | necunoscută  |  | 7  | 9,09%  |